# Frederik Günther van Schwarzburg-Rudolstadt
Frederik Gunther (Rudolstadt, 6 november 1793 — aldaar, 28 juni 1867) was van 1807 tot 1867 vorst van Schwarzburg-Rudolstadt.

## Leven
Frederik Gunther was de zoon van vorst Lodewijk Frederik II en Caroline van Hessen-Homburg, dochter van landgraaf Frederik V. De dood van zijn vader bracht hem al in 1807 op de troon. Hij studeerde korte tijd in Genève en nam in 1813 dienst in het leger, waar hij onder bevel van zijn ooms Frederik VI en Filips van Hessen-Homburg stond.
Hij nam in 1814 de regering van Schwarzburg-Rudolstadt van zijn moeder over en streed in 1815 wederom onder Filips in Frankrijk. Vervolgens trad hij toe tot de Duitse Bond. Hij vaardigde in 1816 in zijn land de eerste grondwet uit. Door verdragen met onder meer Saksen-Meiningen en Saksen-Gotha-Altenburg reguleerde hij de gecompliceerde onderlinge verhoudingen tussen de Thüringse staten. Hij werd in 1828 lid van de Mitteldeutscher Handelsverein en in 1834 van de algemene Duitse Zollverein. In de Maartrevolutie van 1848 kwam een liberale grondwet tot stand, die echter in 1854 in conservatieve zin werd gewijzigd. Kort voor zijn dood (1866) trad hij toe tot de Noord-Duitse Bond. Hij stierf in 1867 na een regering van 60 jaar en werd opgevolgd door zijn broer Albert.

## Huwelijken en kinderen
Frederik Gunter huwde in 1816 Augusta van Anhalt-Dessau (1793-1854), oudere zuster van Leopold IV Frederik van Anhalt. Uit het huwelijk werden drie zoons geboren, die echter alle drie jong stierven:
- Frederik Gunther (1818-1821)
- Gunther (1821-1845)
- Gustaaf (1828-1837)

In 1855 hertrouwde hij met Helena gravin van Reina (1835-1860), een dochter van prins George Bernhard van Anhalt-Dessau, broer van Leopold IV. Zij werd in datzelfde jaar geadopteerd door haar oom Willem Waldemar en verheven tot prinses van Anhalt-Dessau. 
Frederik Gunther hertrouwde in 1861 morganatisch met Marie Schultze (1840-1909), die hij in 1864 tot gravin van Brockenburg verhief. Uit dit laatste huwelijk werden een dochter en een zoon geboren, die de titel prins(es) van Leutenberg droegen:
- Helena (1860-1937), gehuwd met Hans von Schönaich-Carolath
- Gunther Sizzo (1860-1926), in 1896 als erfgenaam van vorst Günther Victor erkend, die hij in 1925 titulair opvolgde.